# باچوتسی (بایینا باشتا)
باچوتسی (به صربی: Bačevci) یک روستا در صربستان است که در بایینا باشتا واقع شده‌است. باچوتسی ۱۶۷ نفر جمعیت دارد.